# Johannes Schmalzl
Johannes Schmalzl (* 13. Mai 1965 in Würzburg) ist ein deutscher Verwaltungsjurist. Seit dem 1. November 2022 ist er Vorstandsvorsitzender der Stiftung Würth. Zuvor war er vom 31. Mai 2017 bis zum 31. Oktober 2022 Hauptgeschäftsführer der IHK Region Stuttgart und vom 1. Januar 2008 bis zum 31. Mai 2016 Regierungspräsident des Regierungsbezirks Stuttgart in Baden-Württemberg. Schmalzl ist Mitglied der FDP.

## Werdegang
Johannes Schmalzl wuchs in Marktbreit am Main auf, wo er 1985 das Abitur am Gymnasium Marktbreit machte. Nach dem Grundwehrdienst in Lingen an der Ems und in Fuldatal-Rothwesten bei Kassel studierte er Wirtschafts- und Rechtswissenschaften in Bamberg, Würzburg, Bonn und Lausanne (Schweiz).
Nach dem Ersten Staatsexamen absolvierte Schmalzl das juristische Referendariat unter anderem mit einer Station an der Deutschen Botschaft in Tallinn (Estland). Nach dem Zweiten Staatsexamen 1996 trat er in den baden-württembergischen Staatsdienst im Justizministerium Baden-Württemberg ein.
Von 1996 bis 1999 war Schmalzl an die Vertretung des Landes Baden-Württemberg beim Bund als Referent und Beauftragter des baden-württembergischen Justizministeriums in Bonn und Berlin abgeordnet. 2000 erfolgte eine Abordnung zur Staatsanwaltschaft Stuttgart als Dezernent eines Allgemeindezernats. Anschließend bis 2005 leitete Schmalzl die Zentralstelle (Leitungsstab, Parlaments- und Kabinettsangelegenheiten, Bundesratsangelegenheiten, Presse- und Öffentlichkeitsarbeit) im Justizministerium Baden-Württemberg unter den Justizministern Ulrich Goll und Corinna Werwigk-Hertneck.
2005 wurde er vom damaligen Ministerpräsidenten Günther Oettinger zum Präsidenten des Landesamts für Verfassungsschutz Baden-Württemberg berufen. Vom 1. Januar 2008 bis 31. Mai 2016 war Johannes Schmalzl Regierungspräsident des Regierungsbezirks Stuttgart. Der Regierungsbezirk Stuttgart ist mit über 4 Millionen Einwohnern der größte Regierungsbezirk in Baden-Württemberg.
2011 wollte Justizministerin Sabine Leutheusser-Schnarrenberger Schmalzl als Nachfolger von Monika Harms zum Generalbundesanwalt ernennen. Nachdem der brandenburgische Generalstaatsanwalt Erardo Cristoforo Rautenberg die Ernennung des FDP-Politikers in einem Brief an die Bundesjustizministerin mit den Worten, Schmalzl verfüge nur „über Kenntnisse auf dem Gebiet des Strafrechts, die weit unter dem Niveau der wissenschaftlichen Mitarbeiter liegen, die aus den Bundesländern zur Bundesanwaltschaft abgeordnet werden, um den dortigen Dienstbetrieb zu gewährleisten und für Beförderungsämter in der Justiz qualifiziert zu werden“ harsch kritisiert hatte, schickte Schmalzl diesem eine private „empörte E-Mail“ als Antwort. Die SPD-geführten Länder im Bundesrat wollten Schmalzl nicht wählen. Er zog seine Kandidatur am 23. September 2011 zurück. Am 31. Mai 2016 wurde Johannes Schmalzl durch Ministerpräsident Winfried Kretschmann (Grüne) in den einstweiligen Ruhestand versetzt, ebenso sein Tübinger Amtskollege Jörg Schmidt (SPD).
Von Oktober 2016 an leitete Schmalzl unter dem ebenfalls aus Baden-Württemberg stammenden Bundesfinanzminister Wolfgang Schäuble als Ministerialdirektor und Nachfolger von Bruno Kahl die Abteilung Privatisierungen, Beteiligungen und Bundesimmobilien im Bundesfinanzministerium (BMF). In dieser Funktion war er u. a. zuständig für die Rechts- und Fachaufsicht über die Bundesanstalt für Immobilienaufgaben (BImA) und die Unternehmensbeteiligungen des Bundes. Für die Beteiligungen aus dem Bereich des BMF (u. a. Deutsche Telekom AG, Deutsche Post AG) oblag ihm die Beteiligungsführung. Schmalzl war für den Eigentümer Bund Mitglied in den Aufsichtsräten der Deutsche Bahn AG (Niederlegung zum 31. Dezember 2017), der Bundesdruckerei GmbH und der Deutschen Gesellschaft für Internationale Zusammenarbeit GmbH (GIZ).
Am 31. Mai 2017 wurde Schmalzl von der Vollversammlung der IHK Region Stuttgart zum neuen Hauptgeschäftsführer bestellt. Dieses Amt trat er zum 1. November 2017 an. Er vertrat die Interessen der IHK Region Stuttgart in den Aufsichtsräten der Landesmesse Stuttgart und in der Wirtschaftsförderung der Region Stuttgart. Zum 1. November 2022 wechselte Schmalzl an die Spitze des Vorstands der gemeinnützigen Stiftung Würth. Zugleich verantwortet er den Bereich Politik, Wirtschaft und Gesellschaft der Würth-Gruppe einschließlich der Repräsentanzen in Berlin und Brüssel.  Im Amt des Hauptgeschäftsführers der IHK Region Stuttgart folgte ihm seine bisherige Stellvertreterin Susanne Herre nach.

## Politische Tätigkeit
Johannes Schmalzl kam über sein Engagement in der Hochschulpolitik zur FDP. 1988 bis 1990 war er als Pressesprecher Mitglied im Bundesvorstand Liberaler Hochschulgruppen.

## Privates
Schmalzl ist verheiratet und hat drei Kinder.

## Sonstiges
Johannes Schmalzl ist unter anderem Ehrenvorsitzender des Volksbunds Deutsche Kriegsgräberfürsorge  in Baden-Württemberg, für den er sich lange als Bezirks- und Landesvorsitzender engagierte. Er ist auch stellvertretender Vorsitzender des Kuratoriums der Katholischen Akademie Hohenheim der Diözese Rottenburg-Stuttgart.
Seit 2012 ist Schmalzl Ehrenmitglied der katholischen Studentenverbindung AV Alania Stuttgart im CV sowie seit November 2017 Präsident der Württembergischen Wirtschafts- und Verwaltungs-Akademie (VWA).